# Temple Mount Sifting Project

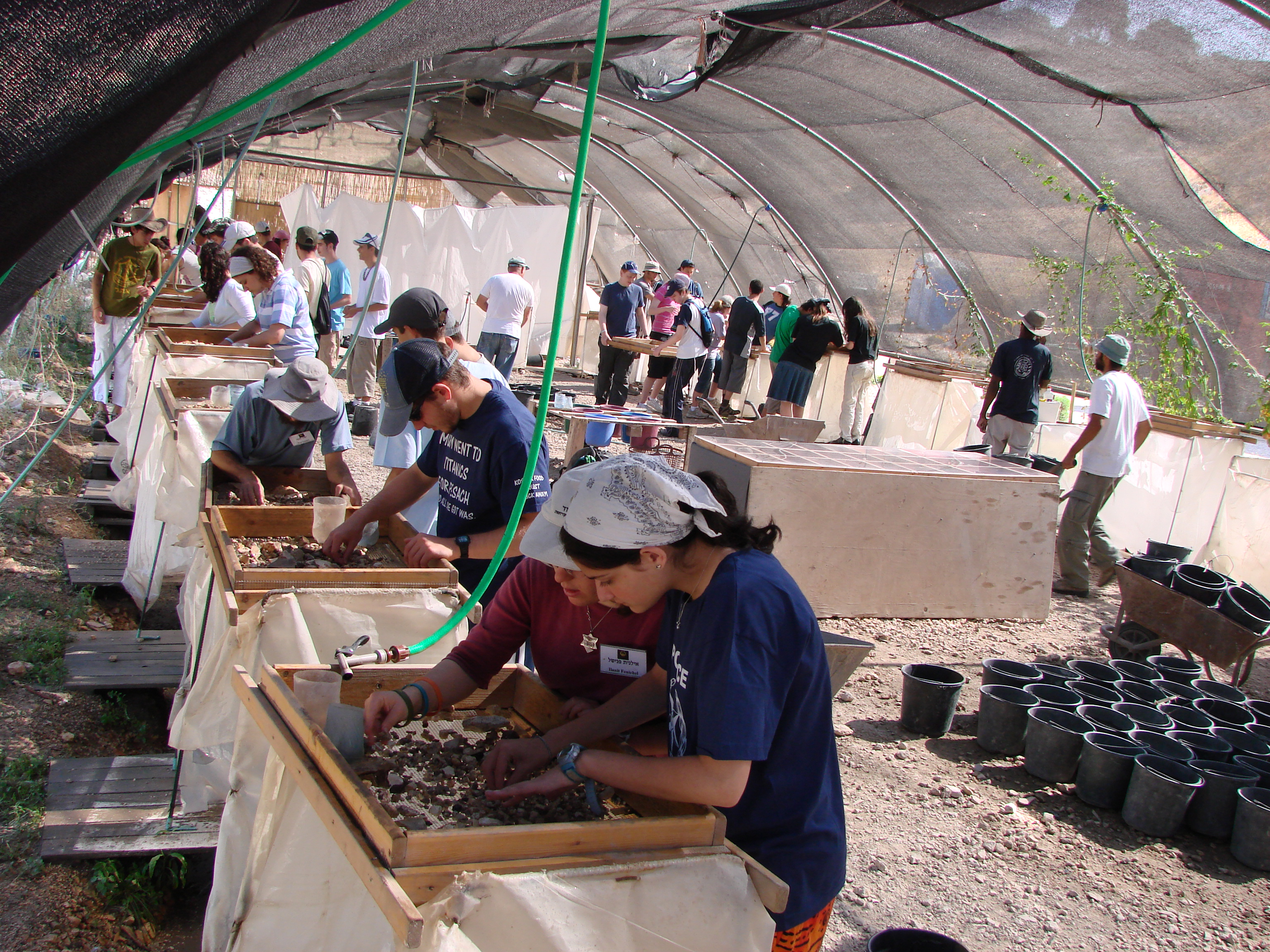
Volontäre beim Temple Mount Sifting Project (zwischen 2010 und 2012)

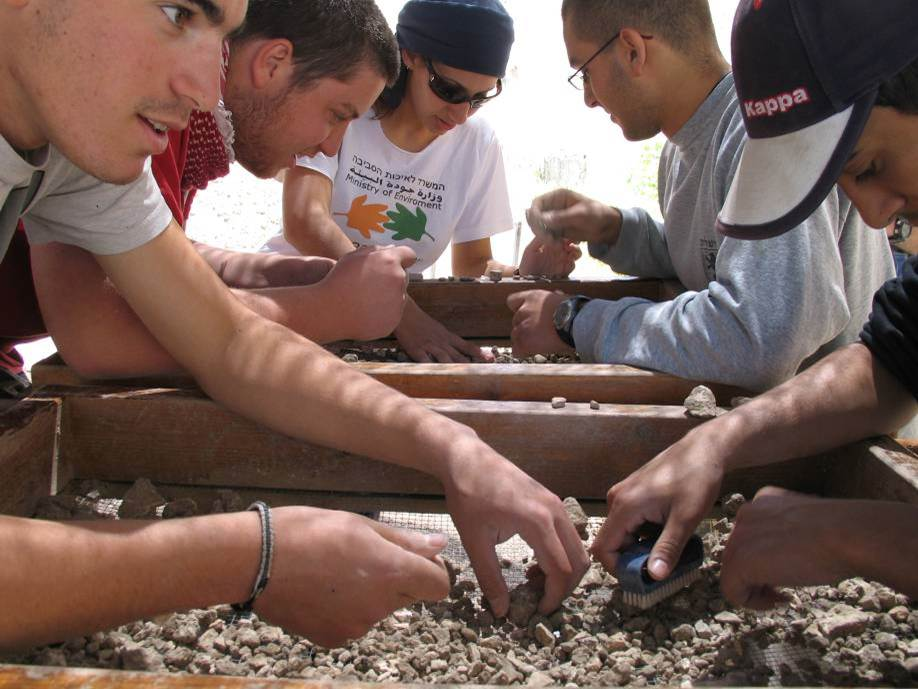
Durchsieben des Bauschutts, um archäologische Kleinfunde zu sichern (2005)

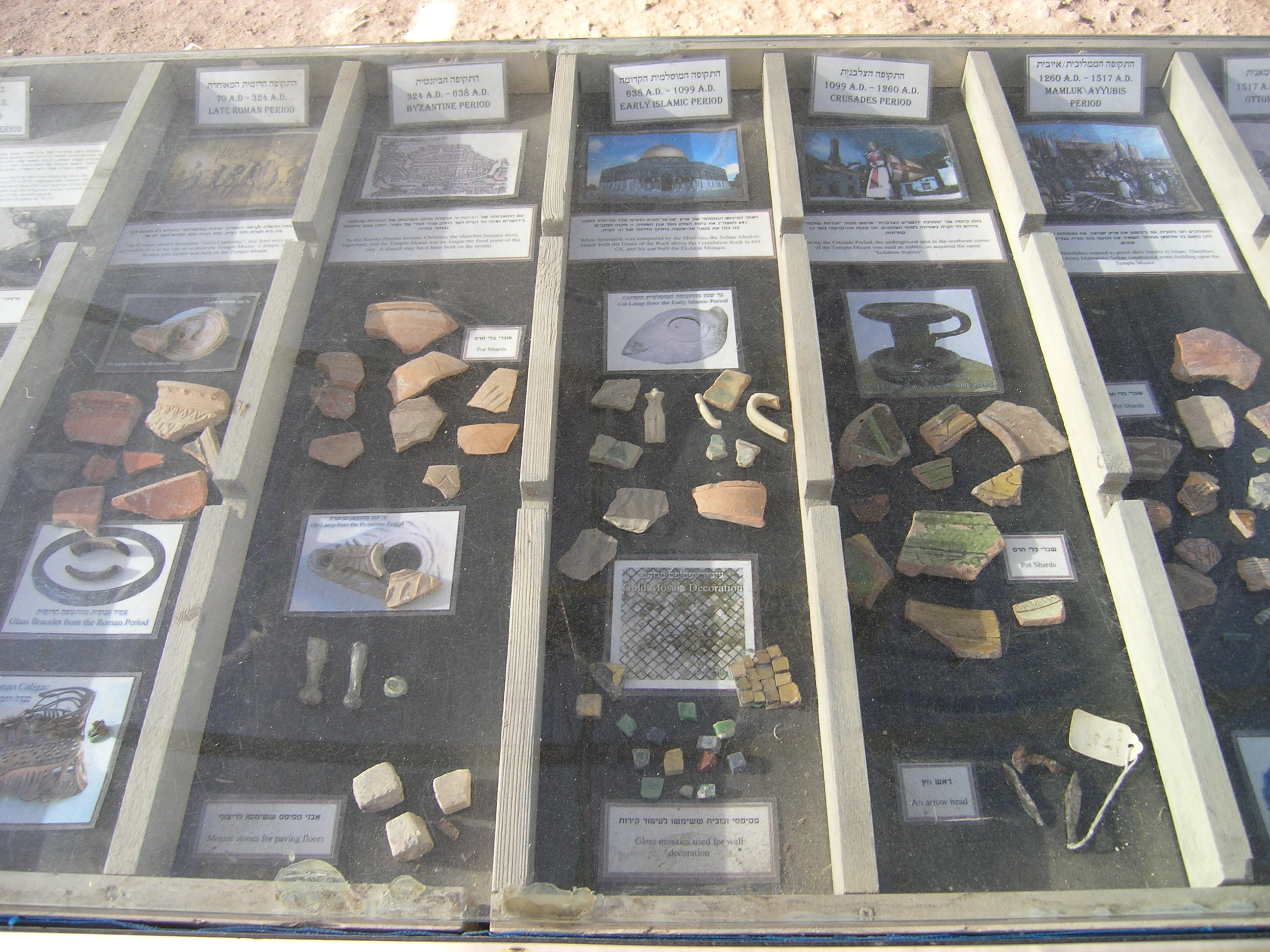
Kleinfunde aus verschiedenen Epochen im Ausstellungstisch

Das Temple Mount Sifting Project war eine Initiative, die Bodenaushub vom Jerusalemer Tempelberg auf darin enthaltene Kleinfunde untersuchte. Die Bedeutung dieses Projekts ergibt sich daraus, dass archäologische Forschung auf dem Tempelberg nicht möglich ist.
Der Bodenaushub, etwa 400 LKW-Ladungen, war bei der Anlage einer Zugangsrampe zur unterirdischen Marwani-Moschee angefallen und wurde im Kidrontal aufgeschüttet. Zachi Dvira, damals Archäologiestudent, entnahm dem Bauschutt einige antike Objekte und machte auf diese Weise bekannt, was hier möglicherweise zu finden war. Gabriel Barkay, einer von Dviras Dozenten an der Bar-Ilan-Universität, engagierte sich für das Projekt. Die beiden erreichten, dass der Bodenaushub 2004 von der Deponie umgelagert wurde in den Emek-Zurim-Nationalpark im Kidrontal (der praktisch identisch ist mit den Einrichtungen des Temple Mount Sifting Projects) und begannen zunächst in kleinem Maßstab mit seiner Untersuchung.
Dann stieg die rechtsgerichtete Elad Foundation, die auch den Nationalpark Davidsstadt betreibt, in das Projekt ein, offenbar weil es zu ihrer Agenda passte. (Diese gemeinnützige Organisation hat das Ziel, eine jüdische Präsenz in der palästinensischen Ortschaft Silwan aufzubauen. Der Name אלע"ד Elad ist ein Akronym für hebräisch: אל עיר דוד El Ir David, „hin zu der Stadt Davids“.) Mit Elads Finanzierung gewann das Tempel Mount Sifting Project eine neue Dimension.
Seit 2005 beschäftigten sich im Lauf der Jahre fast 200.000 Volontäre nach kurzer Einweisung mit dem Sieben des Materials in einem Verfahren ähnlich der Goldwäsche. Da die Funde untermengt waren mit viel Staub und Asche, wurde nach einer ersten Überprüfung des trockenen Aushubs beim Sichtungsprozess Wasser zugefügt. So ließ sich ein Kleinfund besser von anhaftender Erde trennen. Befunde wurden in sechs Kategorien sortiert: Keramik, Glas, Knochen und Muscheln, Tesserae, Metall, besondere Steine und Stuck. Besondere Funde wie Münzen sollten sofort von den Mitarbeitern dokumentiert und in Verwahrung genommen werden. Mitarbeiter der linksgerichteten NGO Emek Shaveh beobachteten bei ihren Besuchen des Emek-Zurim-Nationalparks freilich, dass der zu siebende Bodenaushub durchaus zugänglich war, falls jemand etwas hätte manipulieren wollen, und die (zahlenden) Volontäre nur von angelernten Kräften bei ihrer Arbeit begleitet wurden. Professionelle Archäologen seien nicht angetroffen worden.
Als Archäologen war Barkay und Dvira klar, dass die Funde durch Verlust ihres Kontextes den größten Teil ihrer Bedeutung, den sie im Rahmen einer regulären Ausgrabung hätten haben können, verloren hatten.  Barkay hielt es für möglich, dies teilweise zu kompensieren, indem man die Funde mit ähnlichen Objekten verglich, deren Fundkontext bekannt war.  Emek Shaveh merkte kritisch an, dass es keine Garantie gab, wonach der auf der Deponie sichergestellte Bauschutt zur Gänze aus den Bauarbeiten im Bereich der Marwani-Moschee, bzw. des Tempelbergs, stammte. Außerdem hatten auf dem Tempelberg im 20. Jahrhundert umfangreiche Renovierungen stattgefunden, bei denen Scherben und andere kleine Objekte zunächst auf den Tempelberg und dann in den vom Temple Mount Sifting Project untersuchten Erdaushub gelangen konnten.
Während das Sieben zum Arbeitsalltag von Archäologen gehört, ist dieses normalerweise eingebettet in den Kontext der Grabung und wird von den Grabungsteilnehmern selbst durchgeführt, so dass kein Außenstehender Objekte entfernen oder hinzufügen kann. Nur selten wird wie beim Temple Mount Sifting Project Erde unabhängig von einer Grabung durchsiebt. Ein Beispiel für eine parallele Vorgehensweise war die Untersuchung des Schutts der Nekropole von Umm el-Qaab.
Die Elad Foundation stellte 2017, nach zwölf Jahren und nachdem etwa 70 % des Aushubs untersucht worden war, unvermittelt ihre Unterstützung ein. Aus privaten Spenden wird seitdem eine kleine Forschergruppe finanziert, die das bisher gefundene Material auswerten und publizieren will.
Die NGO Emek Shaveh kommt bei ihrer Kritik des Projekts zu dem Ergebnis, dass der wissenschaftliche Wert des Temple Mount Sifting Projects, den sowohl die israelische Altertümerbehörde als auch die Israel Nature and Parks Authority betonen, gering sei, da archäologische Standards nicht eingehalten würden und es sich um wenig mehr als eine Freizeitbeschäftigung für Volontäre handele. Damit werde letztlich die politische Agenda der Elad Foundation unterstützt. Auch Katharina Galors Urteil über das Projekt fällt negativ aus: den Funden fehle ihr Kontext, der Bauschutt sei zweimal umgelagert worden, und damit habe das Verfahren keinen wissenschaftlichen Wert.